# اوکه و دنیای او
اوکه و دنیای او (سوئدی: Åke och hans värld) یک فیلم درام سوئدی به کارگردانی آلان ادوال است که در سال ۱۹۸۴ منتشر شد. از بازیگران آن می‌توان به گونل فرد، الکساندر اسکاشگورد، استلان اسکاشگورد، بیورن گوستافسون، ارنست گونتر و آلان ادوال اشاره کرد.
این فیلم نمایندهٔ سوئد جهت رقابت برای جایزه اسکار بهترین فیلم بین‌المللی در پنجاه و هفتمین دوره جوایز اسکار بود، اما به فهرست نهایی راه نیافت.